# 安杰拉·穆日尼奇
安杰拉·穆日尼奇（1992年1月1日—），克罗地亚女子乒乓球运动员。她曾代表克罗地亚参加2012年、2016年和2020年夏季残疾人奥林匹克运动会乒乓球比赛，获得一枚银牌和一枚铜牌。